# Cmolas
Cmolas è un comune rurale polacco del distretto di Kolbuszowa, nel voivodato della Precarpazia.
Ricopre una superficie di 134,06 km² e nel 2005 contava 7 981 abitanti.